# Braden (Illinois)
Braden es una comunidad no incorporada en el municipio de Flannigan, condado de Hamilton, Illinois, Estados Unidos.